# Первомайский (Ковровский район)
Первомайский — посёлок в Ковровском районе Владимирской области России, входит в состав Новосельского сельского поселения.

## География
Посёлок расположен в 3 км на восток от центра поселения посёлка Новый, в 5 км на юг от райцентра города Ковров близ автодороги Р-71 Сенинские Дворики — Ковров — Шуя — Кинешма.

## История
Возник в 1977 году как центральная усадьба при Ковровской птицефабрике, построенной в 1964—1966 годах.
Посёлок входил в состав Новосельского сельсовета Ковровского района, с 2005 года — в составе Новосельского сельского поселения.

## Население
| 2002 | 2010  | 2021  |
| ---- | ----- | ----- |
| 1385 | ↘1341 | ↘1039 |

## Инфраструктура
В посёлке находятся детский сад № 15 "Теремок", дом культуры, фельдшерско-акушерский пункт, операционная касса №8611/0251 Сбербанка России, отделение федеральной почтовой связи

## Экономика
В посёлке расположена Ковровская птицефабрика, входящая в компанию «ВладЗерноПродукт». 